# Sevel Argentina
Sevel Argentina (acrónimo de Sociedad Europea de Vehículos Ligeros) fue una joint-venture o sociedad conjunta argentina creada por el grupo automovilístico italiano Fiat y por el francés Peugeot para la fabricación y comercialización de vehículos ligeros en Sudamérica. Se fundó en 1980 y se mantuvo activa hasta 1996.

## Historia
En 1978 se funda en Italia Sevel, Società Europea Veicoli Leggeri S.p.A. El mismo año se funda en Francia Sevel, Société Européenne de Véhicules Légers S.A. Las dos sociedades, que pasan a conocerse como Sevel Sud (Italia) y Sevel Nord (Francia), son fruto de un acuerdo de producción por el que Fiat S.p.A. y el Groupe PSA abren dos grandes fábricas, una en el Sur de Italia (Sevel Val di Sangro) y una en el Norte de Francia (Sevel Valenciennes). La primera está destinada a la producción de vehículos comerciales de tamaño grande mientras que la segunda fue destinada a la producción de vehículos comerciales de tamaño mediano y monovolúmenes.[cita requerida]
El 28 de febrero de 1980 Umberto Agnelli, vicepresidente ejecutivo de Fiat S.p.A., y Jean Paul Parayre, presidente del Groupe PSA, firman un acuerdo que contempla la fusión de las sociedades argentinas Fiat Concord, filial de Fiat S.p.A. y SAFRAR (Sociedad de Automóviles Franco Argentinos), representante oficial de Peugeot. El acuerdo se encuadra dentro de la ley N.º 21.932 de Reconversión de la Industria Automotriz. Con la realización de las asambleas de las respectivas compañías se establecieron las bases de la fusión, dando origen a Sevel Argentina, Sociedad Europea de Vehículos Ligeros,. Su primer presidente fue Charles Barthier.
Este acuerdo contemplaba que la producción de vehículos de tránsito estaría centrada en la fábrica de Fiat El Palomar, que Fiat S.p.A. tenía en Buenos Aires, mientras que la producción de maquinarias de trabajo (tractores, camiones, camionetas de gran porte) se centraba en la planta Fiat Córdoba, también propiedad de Fiat S.p.A. y ubicada en la ciudad de Córdoba, Argentina.
En 1982, el grupo Socma compró el 85% de las acciones de Sevel Argentina.
En 1993, debido al aumento de la demanda de automóviles en Argentina, se reabrió la exfábrica de SAFRAR-Peugeot en Berazategui. La misma había sido desactivada tras la creación de Sevel, transfiriéndose la producción de Peugeot a El Palomar. A Berazategui fue transferida la producción de los Spazio-Vivace.

## Producción
A partir de 1980, Sevel Argentina comienza a producir teniendo en línea de montaje automóviles clásicos de ambas marcas, como los Fiat 125 y 128 y el Peugeot 504. Los dos primeros fueron reformados y en el caso del 128, vendidos hasta los años 90, mientras que el tercero recibió todo tipo de evoluciones hasta su discontinuación en 1999. El 128, fue rebautizado como Fiat 128 Europa, y su evolución Fiat Súper Europa, mientras que el 125, fue rebautizado como Fiat 125 Mirafiori, el cual se produjo hasta 1982.
En 1981 comenzó la importación desde Brasil del Fiat 147, el cual se comercializó en sus versiones CL (1100 cm³) y TR (1300 cm³). De la versión CL, la empresa de rendimiento IAVA presentó una versión de altas prestaciones y estilo deportivo que fue bautizada como Fiat Sorpasso. En 1982, se inicia la producción local del 147, mientras que en 1983 comienzan a ser equipados de serie con cajas de 5 velocidades, pasando a denominarse CL5 y TR5. En 1984 se le practica una reformulación en el diseño frontal y comienza a comercializarse con el nombre de Fiat Spazio, mientras que un año más tarde se presenta una versión económica cono motor 1100 y un nuevo diseño frontal que fue denominado Fiat Brio.
También, la producción se agrandó en 1981 con la llegada del Peugeot 505, el automóvil más grande de la gama. Juntando ambas marcas, quedó establecido que Fiat era la marca de los vehículos compactos y económicos, mientras que Peugeot representaba a la gama de lujo.
La producción aumentó luego con la llegada del Fiat Regatta en 1985, el Fiat Duna en 1988, el Fiat Uno y la camioneta Fiat Fiorino en 1989. Por el lado de Peugeot, el 504 y el 505 siguieron en producción, mientras que en 1991 llega el Peugeot 405 importado de Francia y en 1992 comienza su producción en Argentina. Además, también se puso a la venta el Peugeot 504 Pick-Up, aumentando las opciones en la gama de utilitarios. A todo esto, el grupo pasó de representar dos marcas a representar tres: En 1985, Sevel, llegó a un acuerdo con General Motors para producir bajo licencia las camionetas Chevrolet C-10. Las mismas fueron ensambladas en la planta cordobesa para transporte pesado y eran equipadas con dos opciones de motor: El clásico Chevrolet "250" de 4100 cc. para la versión nafta, o el Indenor XD 2, el mismo que ocupaba la Pick-Up 504, para la versión diésel. Este acuerdo finalizó en 1991. Pero Sevel, no iba a quedarse con dos marcas nuevamente. Luego de la adquisición de Alfa Romeo por parte de Fiat a nivel mundial, Sevel comenzó la importación de vehículos de esta marca, en el año 1991.
La sociedad que dio origen a Sevel Argentina finalizó en 1996 cuando Fiat decidió dejar la sociedad, traspasando sus acciones al Grupo PSA, el cual además de quedarse con el total de la sociedad, le fue transferida la planta de El Palomar, a la vez de hacer reingresar de forma efectiva al país a la marca Citroën, mientras que Fiat se reconstituyó como Fiat Auto Argentina S.A., Sevel Argentina S.A. fue finalmente reemplazada, pasando a ser conocida como Peugeot-Citroën Argentina S.A.

## Productos

### 1980-1995
| Modelo                         | Año       | Imágenes |
| ------------------------------ | --------- | -------- |
| Fiat 125 Mirafiori             | 1980-1982 |          |
| Fiat 128 Europa y Súper Europa | 1980-1990 |          |
| Peugeot 505                    | 1981-1995 |          |
| Peugeot 504                    | 1980-1995 |          |
| Fiat 147 Spazio/Brío/Vivace    | 1980-1995 |          |
| Fiat Regatta                   | 1985-1995 |          |
| Fiat Duna                      | 1988-1995 |          |
| Fiat Uno                       | 1989-1995 |          |
| Fiat Ducato                    | 1990-1995 |          |
| Fiat Fiorino                   | 1990-1995 |          |
| Peugeot 504 Pick Up            | 1988-1995 |          |
| Peugeot 405                    | 1992-1995 |          |

En 1996 la producción se repartió entre Fiat Auto Argentina S.A. (Fiat y Alfa Romeo) y Sevel Argentina S.A. (Peugeot y Citroën).

### 1995-1999
| Modelo           | Año       | Imágenes |
| ---------------- | --------- | -------- |
| Peugeot 504      | 1996-1999 |          |
| Peugeot 405      | 1996-2002 |          |
| Peugeot 306      | 1996-2001 |          |
| Citroën Berlingo | 1999      |          |
| Peugeot Partner  | 1999      |          |

En 1999 Sevel Argentina cambió su nombre por Peugeot-Citroën Argentina S.A., continuando con la producción de los modelos Peugeot 306 (hasta 2003), Peugeot 206, Peugeot Partner y Citroën Berlingo.

### Fiat Auto
| Modelo       | Año       | Imágenes |
| ------------ | --------- | -------- |
| Fiat Duna    | 1996-1999 |          |
| Fiat Uno     | 1996-1999 |          |
| Fiat Fiorino | 1996-1999 |          |
| Fiat Siena   | 1997-1999 |          |
| Fiat Palio   | 1997-1999 |          |

Fiat dejó de producir los modelos que se venían fabricando de Sevel en el año 2001, pasando a importar solamente el Palio/Siena, el Uno y el Fiat Fiorino desde Brasil.

## Importaciones
Entre los productos que ofrecía la gama Sevel, los importados también jugaron su rol en las ventas de la sociedad. Diferentes modelos eran importados de países como Brasil, Italia o Francia. Algunos, sorprendían por tratarse de coches que habitualmente no se vendían en la franja correspondiente a su marca, como ser el Fiat Croma en la franja grande y el Peugeot 205 en la de los pequeños.
Estos fueron los modelos importados por Sevel Argentina:
| Modelo         | País de origen | Imágenes |
| -------------- | -------------- | -------- |
| Alfa Romeo 164 | Italia         |          |
| Fiat Croma     | Italia         |          |
| Fiat Ducato    | Italia         |          |
| Fiat Tempra    | Italia         |          |
| Fiat Tipo      | Italia         |          |
| Fiat Uno 70S   | Italia         |          |
| Peugeot 205    | Francia        |          |
| Peugeot 605    | Francia        |          |

## Empresas similares
- Autolatina
- CIADEA S.A.
- General Motors de Argentina